# فرودگاه ویک
فرودگاه ویک (به انگلیسی: Wick Airport) یک فرودگاه خصوصی با کد یاتا WIC است که یک باند فرود آسفالت دارد و طول باند آن ۱۸۲۵ متر است. این فرودگاه در کشور اسکاتلند قرار دارد و در ارتفاع ۳۸ متری از سطح دریا واقع شده‌است.

## شرکت‌های هواپیمایی و مقصدهای پروازی
| شرکت‌های هواپیمایی         | مقصدهای پروازی                   |
| ------------------------- | -------------------------------- |
| Eastern Airways           | آبردین                           |
| فلای‌بی اجرا توسط Loganair | ادینبرو (پایان در ۳۱ اوت ۲۰۱۷)   |
| Loganair                  | ادینبرو (آغاز از ۱ سپتامبر ۲۰۱۷) |